# Класа, Юзеф
Юзеф Бронислав Класа (пол. Józef Bronisław Klasa; 5 сентября 1931, Гробля, Краковское воеводство, Польша — 4 июня 2023, Глогочув, Малопольское воеводство, Республика Польша) — польский государственный и политический деятель и дипломат времён ПНР. Представлял «либеральное» крыло правящей компартии, поддерживал «горизонтальные структуры», выступал за диалог с «Солидарностью».

## Дипломат
Родился в крестьянской семье из гмины Дрвиня (Бохеньский повят Краковского воеводства Второй Речи Посполитой). Работал в сельских кооперативах Społem и Samopomoc Chłopska. Состоял в Союзе сельской молодёжи. Учился на подготовительных курсах Краковского университета.
В 1950 вступил в правящую Польскую объединённую рабочую партию. В 1956 окончил Главную школу дипломатической службы и начал работать в МИД. В 1957–1960 – секретарь по пропаганде дзельницкого комитета ПОРП в варшавском Средместье. Затем до 1961 – начальник департамента польской диаспоры МИД. С 1961 по 1966 — генеральный консул ПНР в Лилле (Франция). В 1966–1969 – начальник кадрового департамента МИД. В 1969–1971 – посол на Кубе. Впоследствии, с 1975 по 1980, был послом в Мексике. Был также аккредитован по совместительству в странах Центральной Америки – Никарагуа (после Сандинистской революции), Гондурасе, Панаме и Коста-Рике.
В 1972–1976 член ЦК ПОРП и депутат сейма ПНР.
Являлся заметной фигурой партийно-государственного аппарата. Был активным сторонником «гомулковской оттепели» и «герековского либерализма», противником сталинистского течения в ПОРП. Впоследствии его называли «индикатором курса властей, особенно в отношении журналистов и творческих кругов». Его отъезды в качестве посла совпадали с ужесточением политики. При Гомулке они приходились на антисемитскую интеллигентскую кампанию и подавление рабочих протестов на Балтийском побережье, при Гереке – на подавление забастовок в Варшаве и Радоме. Возвращение Класы в Польшу совпадало с реформаторскими поворотами.

## Партийная работа
17 февраля 1971 был утверждён первым секретарём Краковского воеводского комитета ПОРП. Целенаправленно придавал краковской парторганизации «либеральный» имидж. В апреле 1975 по инициативе воеводского комитета ПОРП был учреждён Клуб творцов и деятелей культуры «Кузница».
Официальными инициаторами выступили первый секретарь воеводского комитета Ю. Класа, секретарь по пропаганде Ян Бронек, известный писатель и публицист Т. Голуй, этнограф-фольклорист Адам Огожалек, в своё время участник антисталинистского студенческого движения. В уставном документе говорилось об «объединении деятелей культуры на основе марксистско-ленинской идеологии» (помимо прочего, партийный аппарат пытался создать «светский общественный противовес» влиянию Краковской католической архиепархии). В то же время задачей клуба было названо «создание площадки для постоянного контакта творческих кругов Кракова с партийным активом».
С санкции первого секретаря в клубе допускались известные вольности в культуре и даже в политических дискуссиях. Со временем краковская «Кузница» объединила сотни авторитетных деятелей, превратилось в интеллектуальный центр всепольского масштаба. «Кузница» стала также серьёзным политическим ресурсом Ю. Класы и его аппаратных сторонников.
При этом Класа активно участвовал в закулисном номенклатурном противоборстве. Ему импонировала энергия национал-коммуниста генерала Ф. Шляхцица и его соратников. В конце 1973 это привело к «краковскому скандалу» – на организованном Класой банкете сторонники Шляхцица поднимали тост за «нашего будущего первого секретаря». Информация дошла до Герека и разумеется, вызвала резкую реакцию (довольно скоро Шляхциц был выведен из политбюро, а Класа отправлен послом за океан).

## «Партийный либерал»
В августе 1980 в Польше началось мощное забастовочное движение. Руководство страны не пошло на применение насилия, заключив с забастовщиками «Августовские соглашения». Был создан независимый профсоюз «Солидарность». Первого секретаря ЦК ПОРП Эдварда Герека сменил Станислав Каня, Ю. Класа был отозван в Варшаву и 17 сентября 1980 назначен заведующим отделом печати, радио и телевидения ЦК ПОРП.
Это назначение стало крупным успехом «либерального» крыла ПОРП. На своём посту он санкционировал значительное расширение пространства легальных политических дискуссий (советская пропаганда отмечала «хаос в средствах массовой информации ПНР»). Многие официальные органы выступали со смелыми дискуссионными публикациями. Класа был сторонником диалога партии с «Солидарностью», поддерживал реформаторские установки Анджея Верблана, покровительствовал «горизонтальным структурам». Организационную поддержку ему оказывала краковская парторганизация, возглавляемая его «политическим наследником» К. Домбровой, политическую – «Кузница», информационную – Gazeta Krakowska.
«Либеральная» политика Класы вызывала сильное неудовольствие догматичного «партийного бетона». Организации типа KFP обвиняли его в потворстве «Солидарности» и требовали отстранить от должности (наряду с Мечиславом Раковским, Кристином Домбровой, Стефаном Братковским). Лидер «бетонной» партийной группировки «Реальность» Рышард Гонтаж откровенно угрожал Класе большими проблемами. Учитывая давние связи Гонтажа с органами госбезопасности, предупреждение звучало более чем серьёзно.
«Бетон» пользовался поддержкой руководства СССР, ГДР, ЧССР. 5 июня 1981 руководство КПСС направило письмо руководству ПОРП с жёсткой, на грани последнего предупреждения, критикой польского руководства за «уступки антисоциалистическим силам». В этой ситуации Ю. Класа разослал письмо по парторганизациям. Это привело к утечке информации в «Солидарность», массовому возмущению иностранным вмешательством в польские дела, выступлениям за «единый фронт партии и «Солидарности» в защиту суверенитета». В «Солидарности» активным сторонником такого единения был Кароль Модзелевский. Действия Класы очень способствовало такому развороту событий. Однако далеко идущий замысел партийных «либералов» и умеренных оппозиционеров был сорван радикально антикоммунистическими выступлениями «фундаменталистов „Солидарности“», особенно Яна Рулевского.
Ю. Класа принадлежал к партийной номенклатуре и отнюдь не являлся сторонником радикальных перемен. Идеи «Солидарности» не были ему близки (как, например, познанскому воеводскому секретарю Эдварду Скшипчаку). Некоторые уступки, по его расчётам, должны были «приручить „Солидарность“», интегрировать профсоюз в государственную систему ПНР. Однако с середины 1981 года партийное и государственное руководство сдвигались на более жёсткие позиции. Ставка была сделана на силовое подавление «Солидарности».
Руководящие позиции переходили в руки армейского генералитета во главе с Войцехом Ярузельским. Кадры, подобные Ю. Класе, перестали соответствовать партийной линии. 18 июня 1981 он был снят с должности, на IX чрезвычайном съезде ПОРП забаллотирован при выборах нового состава ЦК. Анонимные «бетонные» авторы в листовках группировки ROSO характеризовали Класу как «способного на всё» и причисляли к надуманному «заговору Большой пятёрки» – наряду с «псевдоинтеллектуалом Шаффом», «провокатором Вербланом», «иноагентом Куронем», «жестоким эстебаком Шляхцицем» – за которой якобы стоит Казимеж Барциковский, вознамерившийся установить в Польше «аграристскую диктатуру крестьян-единоличников».
13 декабря 1981 в Польше было введено военное положение. Ю. Класа был возвращён на дипломатическую службу и отправлен послом ПНР в Марокко.

## Последующие годы
В 1986 возвратился в Польшу. Состоял в руководстве общества Полония и Совета охраны памяти борьбы и мученичества, оставался активным членом «Кузницы», но политической роли уже не играл. В политических событиях конца 1980-х участия не принимал. В 1990-е, уже в постсоциалистической Республике Польша, занимался автодилерским бизнесом, в 1990-1998 возглавлял польское представительство Mercedes Benz.
В ПНР награждался орденом Возрождения Польши, орденом «Знамя Труда», Крестом Заслуги. В 2005 президент Польши Александр Квасьневский наградил его командорским крестом ордена Возрождения Польши — за деятельность в краковской «Кузнице».
Последние годы прожил на пенсии в селении Глогочув под Краковом. Скончался 4 июня 2023 года в возрасте 91 года.
Ассоциация «Кузница» охарактеризовала покойного как «выдающегося деятеля политики, дипломатии и культуры, представителя реформистского крыла ПОРП». Похоронен Юзеф Класа в Кракове на Раковицком кладбище.